# Mission interalliée de contrôle des usines et des mines
La Mission interalliée de contrôle des usines et des mines (ou MICUM), a été mise en place après la Première Guerre mondiale dans le cadre des réparations dues par l'Allemagne à la France  à l'issue du traité de Versailles. 
Elle se chargeait de surveiller les mines de la Ruhr pour veiller à ce que la République de Weimar vaincue livre bien toutes les matières premières et tous les produits manufacturés aux Alliés vainqueurs et à la France de l'après-guerre en particulier.

## Organisation
La Mission interalliée de contrôle des usines et des mines est organisée en 1919, au sortir du des discussions du traité de Versailles.